# Jan Szejum
Jan Szejum Etiópia császára volt, vagy az etiópok használta cím szerint nəgusä nägäst (a „négusok négusa”, vagy „királyok királya”). A Zagve-dinasztia tagja, Taddesse Tamrat szerint Mara Takla Hajmanot, a dinasztia alapítójának fia, elődjének, Tatadim korábbi és utódjának, Germa Szejum későbbi császárnak testvére és Jemrehana Kresztosz későbbi császár apja. Uralkodásának idejét a 10. századra tehetjük, a pontos évszámok bizonytalanok.
| Előző uralkodó: Tatadim | Etiópia császára 959 k. – 999 k. Zagve-dinasztia | Következő uralkodó: Germa Szejum |